# Патлашенко Євген Олександрович
Патлашенко Євген Олександрович — український кінооператор.
Народ. 28 квітня 1943 р. в Уфі в родині військовослужбовця. Закінчив операторський факультет Всесоюзного державного інституту кінематофафії (1974). З 1960 р. працював на студії «Укркінохроніка». Зняв кіножурнали: «Україна спортивна» (1970, Бронзова і Золота медаль на Всесоюзному кінофестивалі спортивних фільмів, Рига; 1971, Диплом І ст. на Всесоюзному кінофестивалі спортивних фільмів, Одеса; 1972, Диплом І ст. на Всесоюзному кінофестивалі, Тбілісі), а також документальні фільми: «Товариш Артем» (Ф.АСергеєв, 1974), «Людина, яка поспішала» (1975), «Хліб України. Рік 1977» (1977, у співавт.), «Ефект творчості» (1978, Головний приз кінофестивалю «Людина праці на екрані», Кременчук), «Слово про хліб» (1978, Перша премія Всесоюзного кінофестивалю сільськогосподарських фільмів, Новосибірськ) та ін. Виїхав за кордон. Був членом Спілки кінематофафістів України.
| Кінематографіст | Це незавершена стаття про кінематографіста чи кінематографістку. Ви можете допомогти проєкту, виправивши або дописавши її. |